# 우펑구

우펑 구의 위치

우펑구(한국어: 무봉구, 중국어: 霧峰區, 병음: Wùfēng Qū)는 중화민국 타이중시의 시할구이다. 넓이는 98.0779km2이고, 인구는 2015년 8월 기준으로 64,544명이다.

## 지리
우펑 구는 타이중시의 남단에 위치하고 다리 구, 타이핑 구, 우르 구, 난터우 현 차오툰 진, 궈싱 향, 장화 현 팡위안 향과 접한다. 향 동부는 산지이고 서부는 타이중 분지의 일부이다. 열대 계절풍 기후로서 연평균 기온은 19.4°C, 연평균 강수량은 1,400~1,665mm이다.

## 교육
- 아시아 대학
- 차오양 과기대학

## 관광

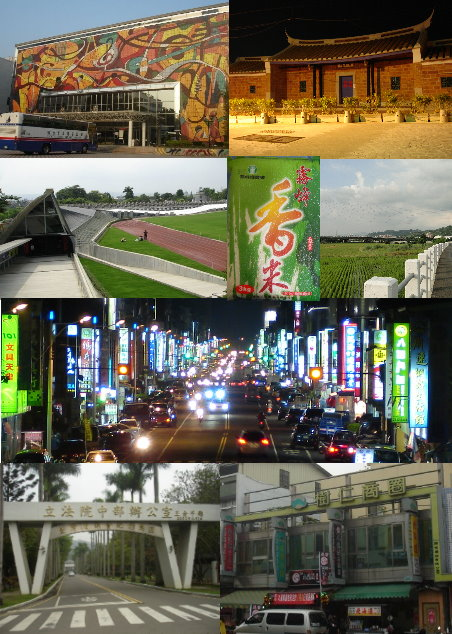

- 921지진교육원구

## 교통
- 포모사 고속공로(국도 3호선)
- 타이중 환선(국도 4호선)
- 중헝 고속공로(국도 6호선)

## 같이 보기
- 타이중시